# متورقة
متورقة (بالإنجليزية: Fasciola)‏ هو جنس من صف المثقوبات يضم العديد من الأنواع، وكل أنواع المتورقات تشترك بأنها تتطفل على الكبد. تُسبب داء المتورقات.

## أنواعها
- متورقة كبدية.
- متورقة عملاقة.
- تتواجد أنواع مهجنة ما بين المتورقة الكبدية والعملاقة.[1]